# Heroes of the Storm
『Heroes of the Storm』（ヒーローズ・オブ・ザ・ストーム）は、ブリザード・エンターテイメントが開発したWindows、macOS用のマルチプレイヤーオンラインバトルアリーナ（MOBA）。
『ウォークラフト』シリーズ、『ディアブロ』シリーズ、『StarCraft』シリーズ、『オーバーウォッチ』、そして『バイキングの大迷惑』など、同社の作品に登場したキャラクターたちがプレイアブルキャラクターとして登場する。
基本無料でプレイ可能だが、2018年1月現在で日本語に未対応である。

## 歴史
- 2010年
  - BlizzCon 2010にて、「Bllizard DOTA」が初公開される[3]。
- 2012年
  - 商標の関係により、「Bllizard DOTA」から「Bllizard All-Stars」に名称変更[4]。
- 2013年
  - 11月8日 - BlizzCon 2013にて、「Heroes of the Storm」(開発名称「Bllizard All-Stars」)が正式発表[5]。
- 2015年
  - 5月19日 - 「Heroes of the Storm」オープンβテスト開始[6]。
  - 6月2日 - 「Heroes of the Storm」正式サービス開始[1]。
- 2018年
  - 11月2日 - 「BlizzCon 2018」にて、本作初のオリジナルキャラクター・「Orphea」が発表される[7]。
  - 12月13日 - ブリザードは本作の開発体制の縮小を明言する[8]。
- 2022年
  - 7月7日 - ブリザードは新規販売コンテンツの追加計画がなく、必要なサポートの提供のみと明言し、事実上の開発終了となる[2]。